# 塩化ジルコニウム(III)
塩化ジルコニウム(III)(えんかジルコニウム、Zirconium(III) chlorideまたはZirconium trichloride)は化学式ZrCl3であらわされる無機化合物である。空気には非常に敏感に反応する暗青色固体である。

## 合成
塩化ジルコニウム(III)は1923年にオットー・ラフ(en:Otto Ruff)とウォールスタインの手で、アルミニウムを用いた塩化ジルコニウム(IV)の還元によって初めて得られた。しかしながら、アルミニウムを還元剤として用いると、[Zr(Cl2AlCl2)2(ClAlCl3)2]やZr(Cl2AlCl2)3などの塩化アルミニウム複塩が混在してしまう。ラーセンとレディは還元剤にジルコニウムを用いることでアルミニウムによる汚染を防いだ。
{\displaystyle {\ce {{Zr}+ 3ZrCl4 -> 4ZrCl3}}}
また塩化ジルコニウム(III)は比較的不揮発性なため、水素のようなガス状の還元剤を用いることでも汚染を防ぐことができる。
{\displaystyle {\ce {{ZrCl4(s)}+ {\frac {1}{2}}H2(g) -> {ZrCl3(s)}+ HCl(g)}}}

## 構造
塩化ジルコニウム(III)はフッ化アルミニウムや臭化アルミニウムに似た、ジルコニウムが八面体の穴の1/3を埋めるような立方最密充填構造を取る。Zr-Clの結合距離は2.64 Å、Zr-Zrの強い金属結合の距離は303および342 pmである。

## 特性
X線回折パターンによると塩化ジルコニウム(III)は六方晶系の単位格子を持ち、その格子定数はa = 6.36、c = 6.14である。
塩化ジルコニウム(III)の磁化率はZr(III)金属中心における不対電子の相互作用を示唆している。塩化ジルコニウム(III)の磁気モーメント(0.4 μB)は金属原子の電子軌道とかなりの部分で重なりを示す。

## 反応
塩化ジルコニウム(III)はルイス塩基と反応して多種多様な付加物を与える。また、ルチジンをラジカルアニオン反応によって還元し、有機生成物を与える。